# Otto Ferro
Otto Ferro (24 de Janeiro de 1911 - 24 de Dezembro de 1943) foi um comandante de U-Boot que serviu na Kriegsmarine durante a Segunda Guerra Mundial.